# IJsselkade (Montfoort)
De IJsselkade is een straat even buiten de historische stadskern van de Nederlandse plaats Montfoort die parallel loopt aan de Hollandse IJssel en het aan de andere oever gelegen Onder de Boompjes. De straat is met een brug verbonden met het IJsselplein en via een fietspad met de Steenovenweg op het naastgelegen industrieterrein IJsselveld. IJsselkade 2-4, dat is gebouwd in 1922, is door het Monumenten Inventarisatie Project aangemerkt als een bouwwerk van lokaal cultuurhistorisch belang.

## Afbeeldingen

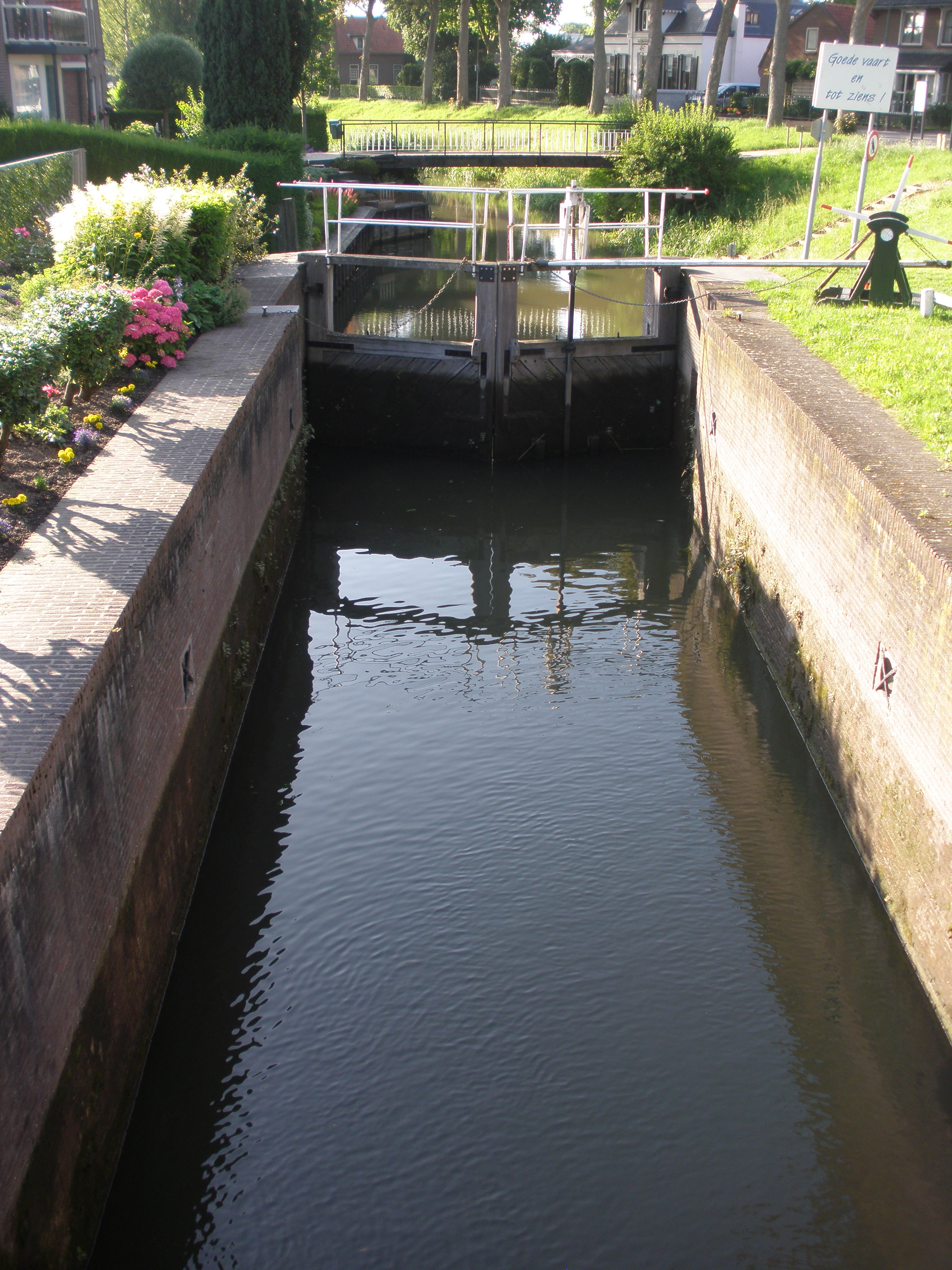
Sluis aan het begin van de IJsselkade
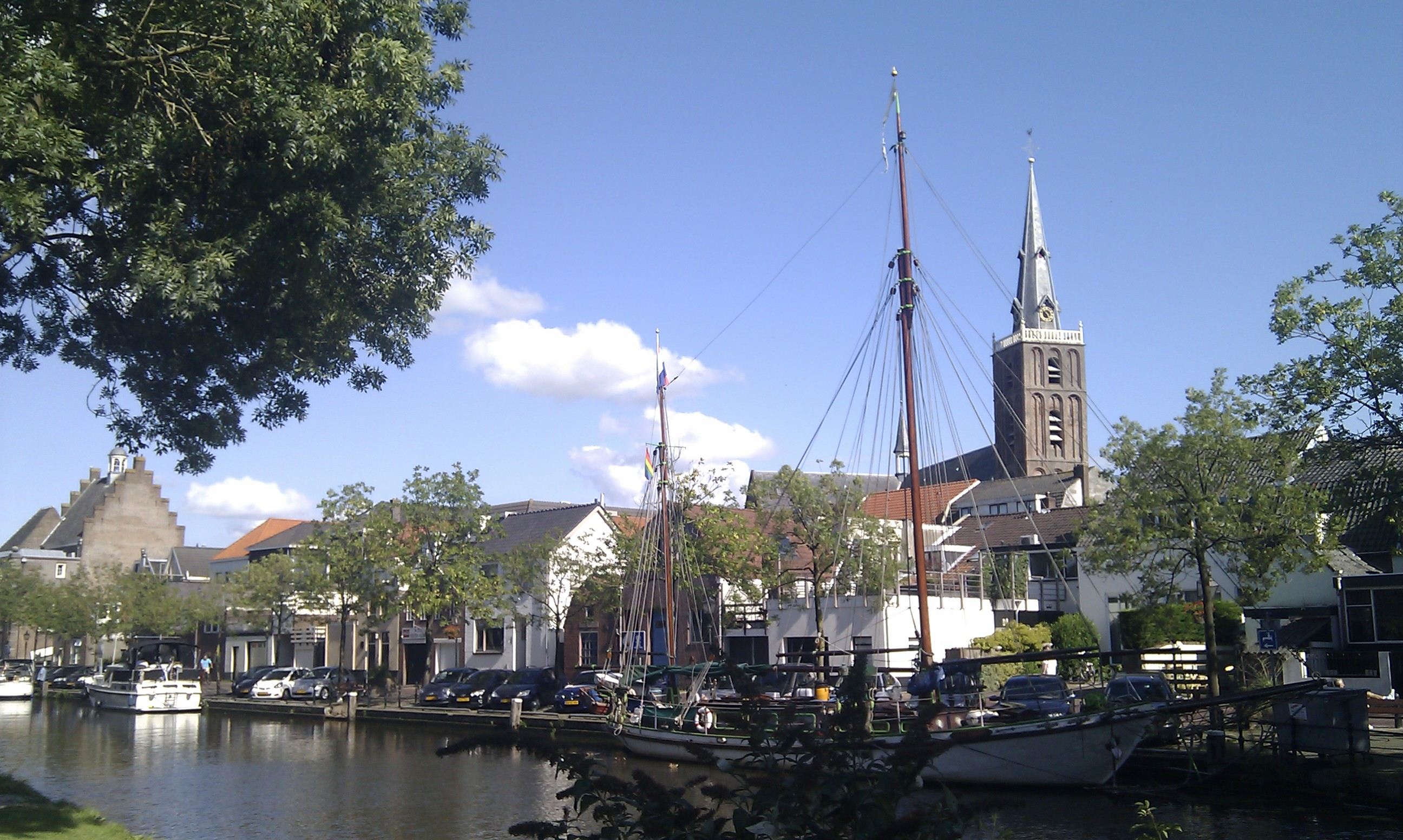
Zicht vanaf de IJsselkade op Montfoort
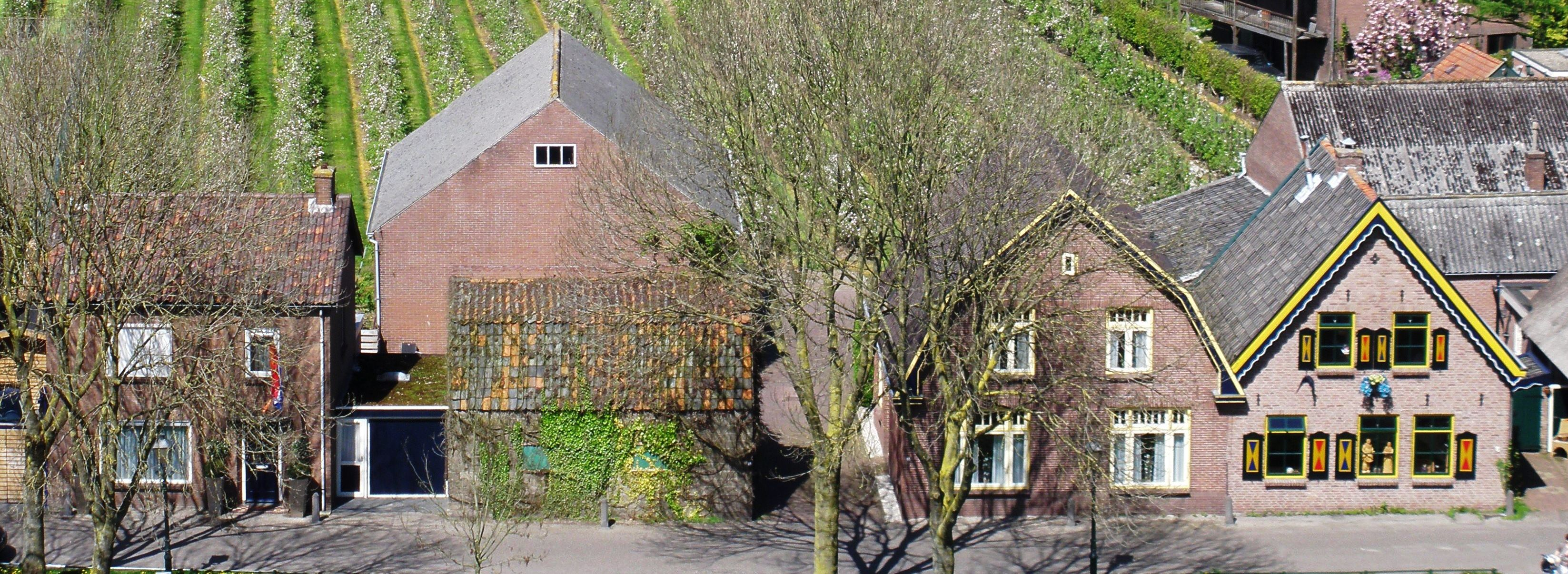
De IJsselkade, gezien vanaf de toren van de Grote of Sint-Janskerk
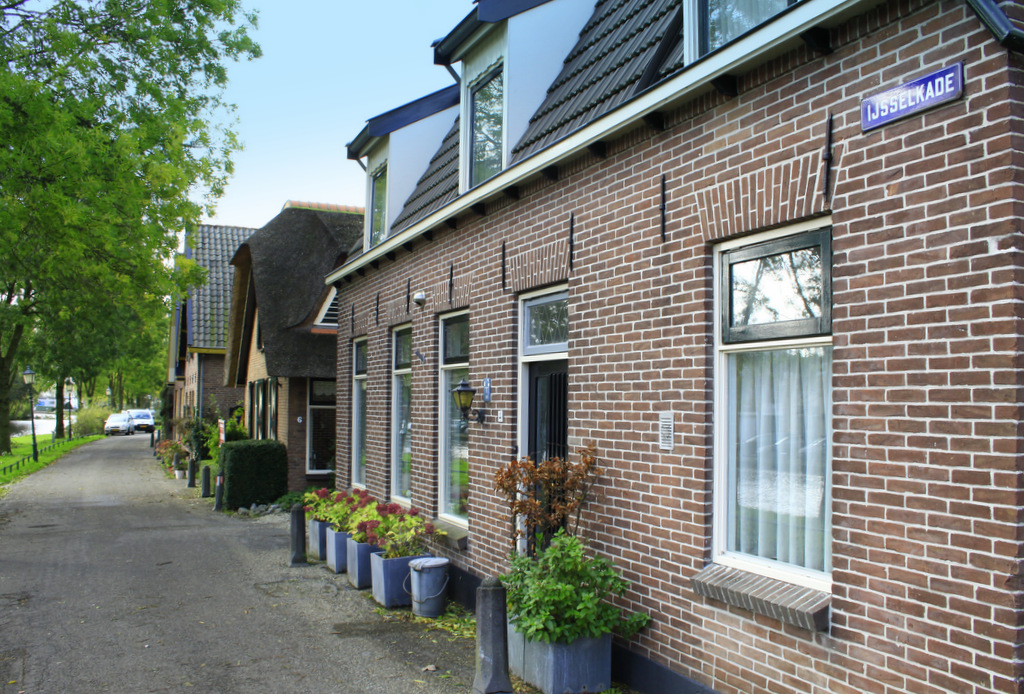
Huizen aan de IJsselkade

Achterstraat ·
Blindeweg ·
Bovenkerkweg ·
De Plaats ·
Doeldijk ·
Havenstraat ·
Heeswijkerpoort ·
Heilig Levenstraat ·
Hofdijk ·
Hofstraat ·
Hoogstraat ·
Julianalaan ·
Keizerstraat ·
Lieve Vrouwegracht ·
Lindeboomsweg ·
Mannenhuisstraat ·
Mastwijkerdijk ·
Molenstraat ·
Om 't Hof · 
Om 't Wedde · 
Onder de Boompjes ·
Oude Boomgaard ·
Schoolstraat  ·
Slotlaan ·
Vrouwenhuisstraat ·
Waardsedijk ·
Waterpoort ·
Willeskopperpoort ·
IJsselplein ·
IJsselkade ·
IJsselveld